# Pembroke (Kentucky)
Pembroke – miasto w Stanach Zjednoczonych, w stanie Kentucky, w hrabstwie Christian.